# Mehrhalsgitarre

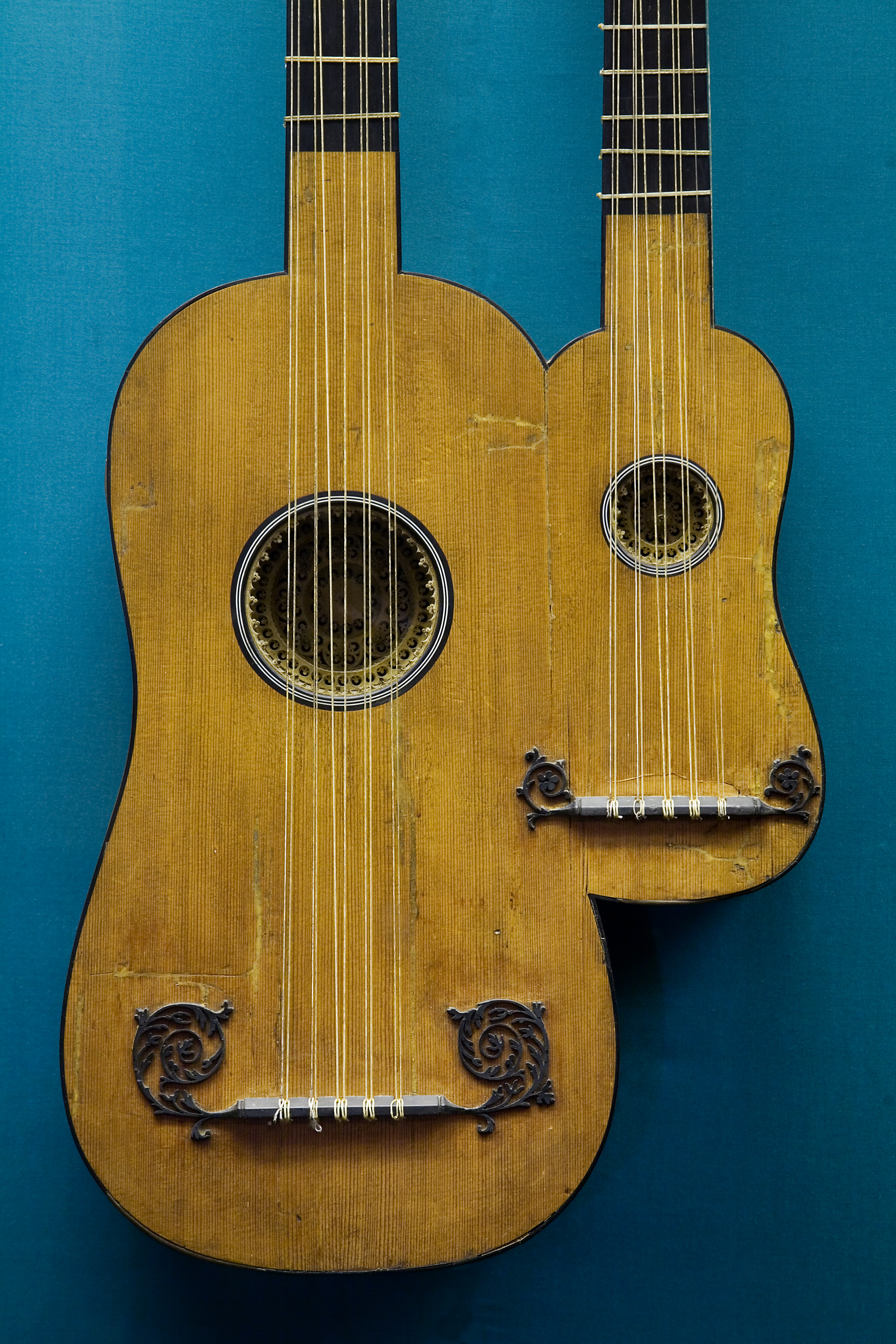
Eine doppelhalsige Gitarre des französischen Gitarrenbauers Alexandre Voboam, Paris, 1690

Als Mehrhalsgitarre (engl. multi-neck guitar) werden Gitarren mit zwei oder mehr, mit Griffbrett ausgestatteten Hälsen bezeichnet. Es gibt sie sowohl als Akustische- als auch als E-Gitarre. Obwohl mehrhalsige Gitarren heutzutage weit verbreitet sind, sind sie keine moderne Erfindung. Belege für mehrhälsige Gitarren und Lauten gehen zurück bis in die Renaissance.

## Varianten
Die häufigste Bauform der mehrhalsigen Gitarre ist die Doppelhalsgitarre (engl. Double neck guitar), deren bekannteste Variante eine E-Gitarre mit zwölf Saiten auf dem oberen Hals und sechs auf dem unteren Hals ist. Auch andere Kombinationen, wie sechssaitige Gitarre und Bassgitarre, ein bundierter und ein nicht bundierter Hals, oder jegliche andere Kombination aus Hals- und Tonabnehmer-Arten, sind vertreten.
Auch die Kontragitarre (Schrammelgitarre) hat zwei Hälse, wobei jedoch nur einer mit einem Griffbrett ausgestattet ist, während auf dem zweiten freischwingende Basssaiten als Bordun angebracht sind.
Die Konstruktionsform mit zwei oder mehr Hälsen erlaubt dem Gitarristen schnell zwischen verschiedenen Gitarrenklängen (auch durch verschiedene Stimmungen der Saiten) zu wechseln, ohne das Instrument zeitaufwändig wechseln zu müssen.

## Besondere Exemplare
Eine Sonderstellung im Bereich der Mehrhalsgitarren nimmt die sog. Doppelgitarre des US-amerikanischen Rockgitarristen Michael Angelo Batio ein: Während bei den gängigen Modellen der Mehrhalsgitarren die Hälse parallel zueinander angeordnet sind – und wechselweise gespielt werden – erlaubt es diese Gitarre mit je einer Hand auf einem linksgelegenen und einem rechtsgelegenen Hals gleichzeitig zu spielen. Grundvoraussetzung dafür ist das Beherrschen der Spieltechnik „Tapping“.
Ein Einzelstück ist die experimentelle Pikasso-Gitarre, die 1984 von Linda Manzer (* 1952), einer kanadischen Gitarrenbauerin, für den US-amerikanischen Jazz-Gitarristen Pat Metheny gebaut wurde. Das mit Elementen der Leier kombinierte Lauteninstrument hat 42 Saiten, verteilt auf vier Hälse, die in unterschiedlichen Winkeln am hohlen Korpus des Instruments ansetzen.
Ebenfalls eine personalisierte Einzelanfertigung ist die „Quint Neck Guitar“, die der englische Gitarrenhersteller Hamer Guitars für Rick Nielsen, den Gitarristen der amerikanischen Rockband Cheap Trick baute. Das Modell wurde von Nielsen selbst entworfen und besteht aus fünf Gitarrenhälsen mit zugehöriger Hardware und Tonabnehmern in einem übergroßen Korpus.
Ein (kaum sinnvoll spielbares) Kunstobjekt ist die zwölfhalsige „Present Arms“ des Japaners Yoshihiko Satoh. Das Instrument hat die Maße 1800 × 980 × 65 mm und gewann 2002 den Kirin Art Award 2002 Grandprix.

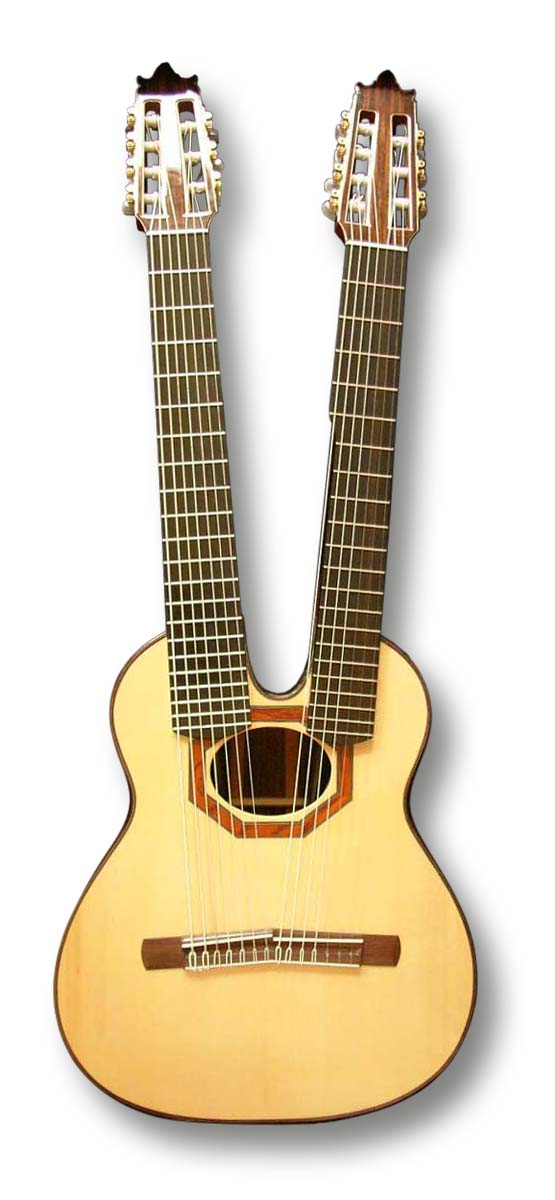
Doppelhalsgitarre mit normaler und Quintbassbespannung
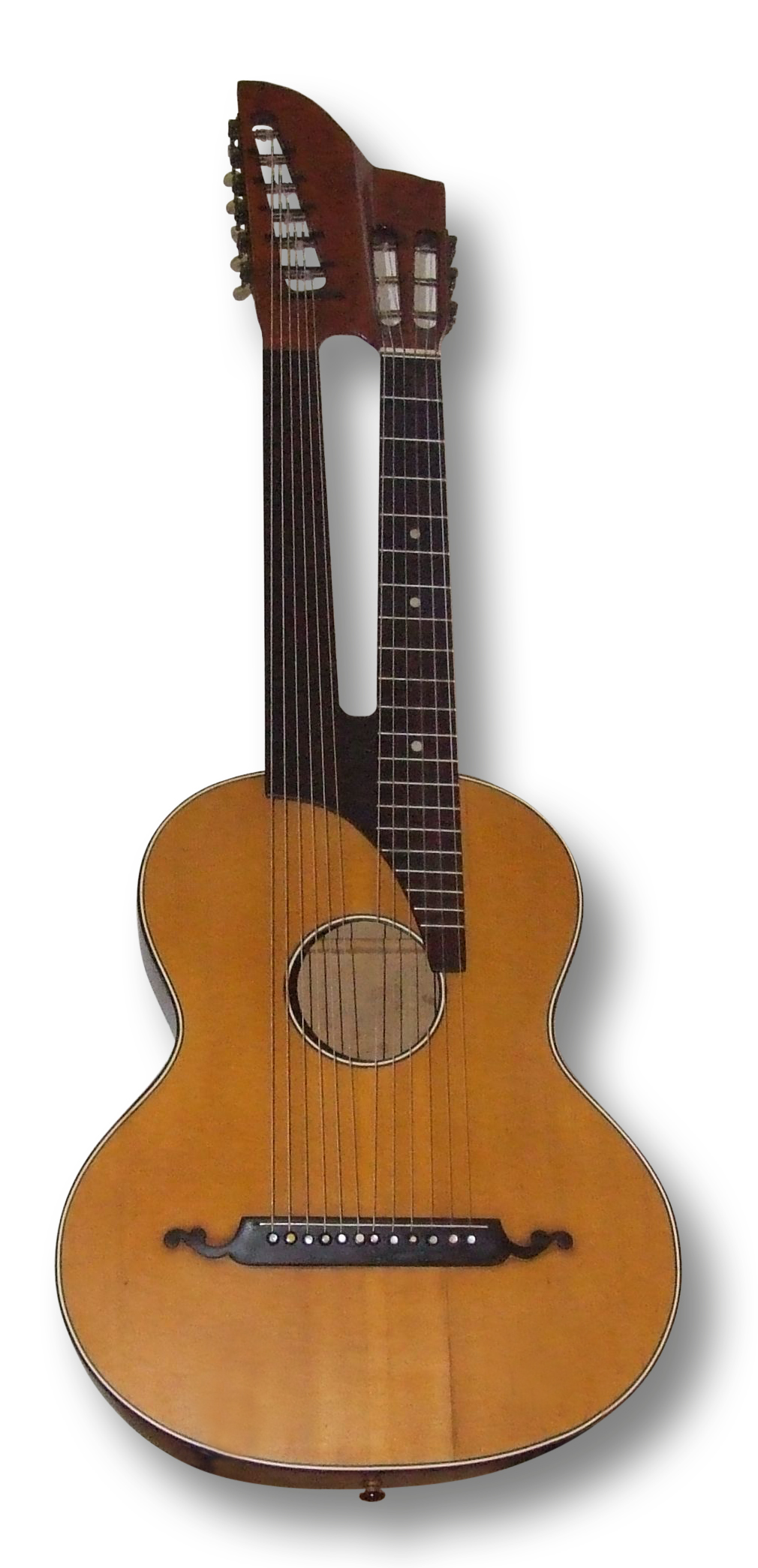
Eine Kontragitarre, auch „Schrammelgitarre“ genannt
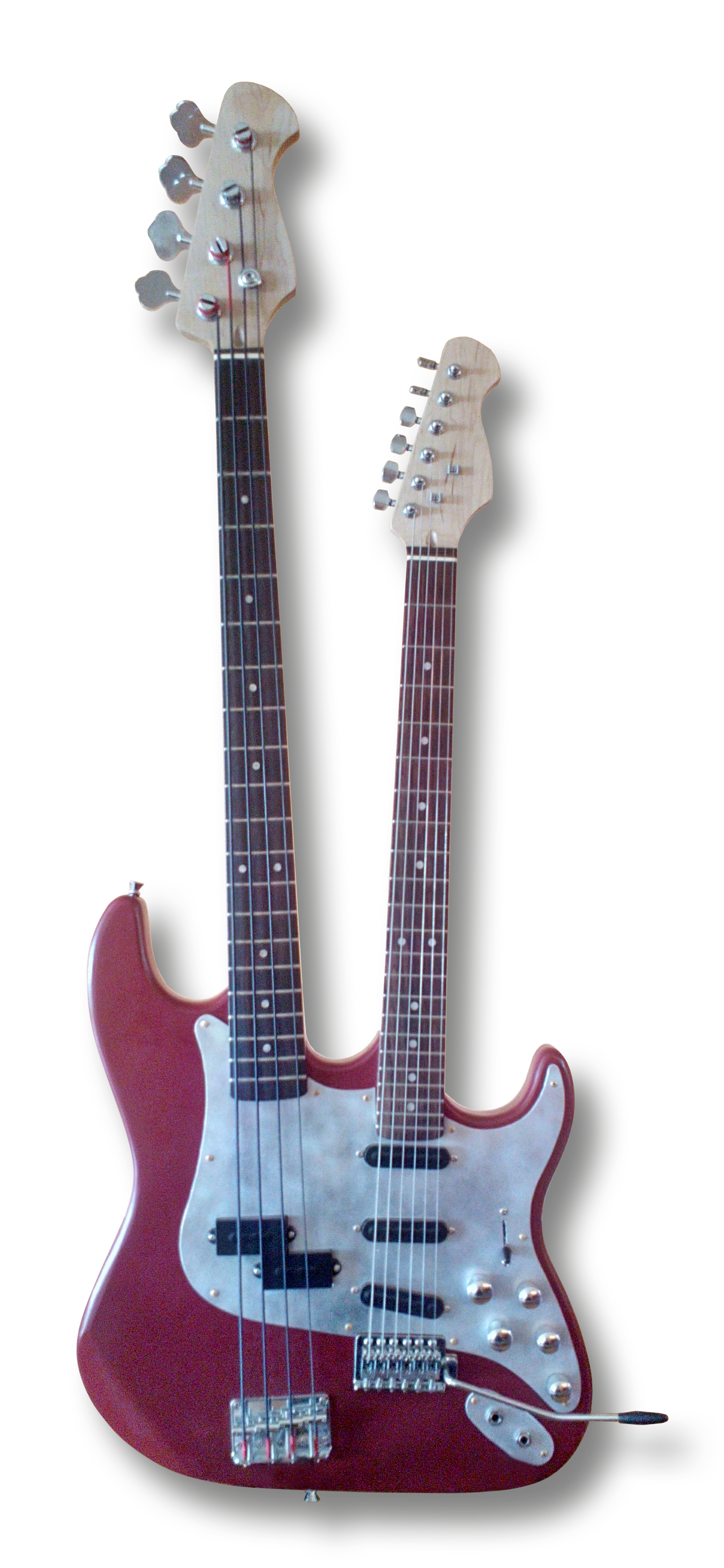
Doppelhals-E-Gitarre: 4 Saiten Bass / 6 Saiten Standard
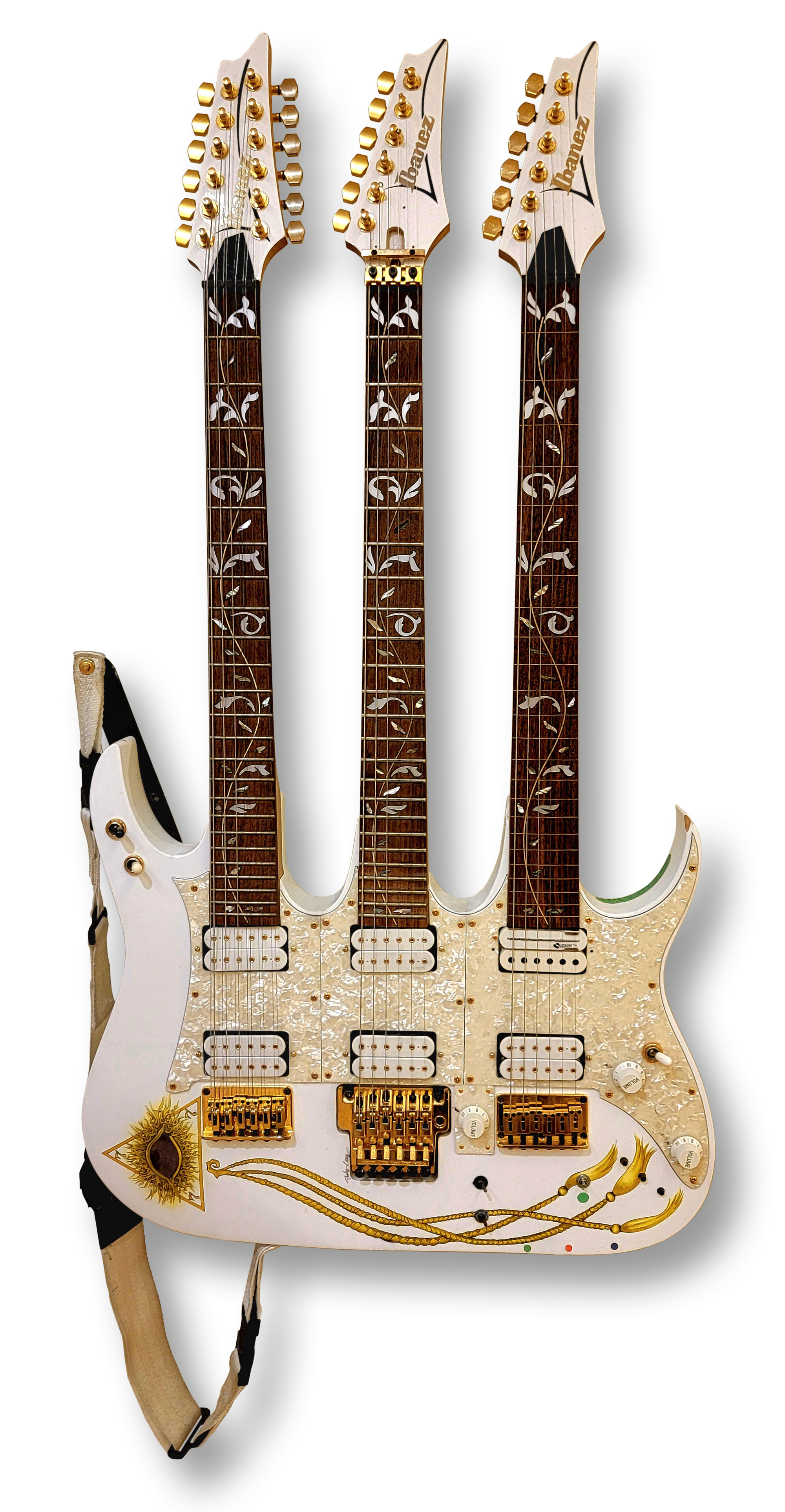
Eine Ibanez „triple neck guitar“ aus dem Besitz von Steve Vai
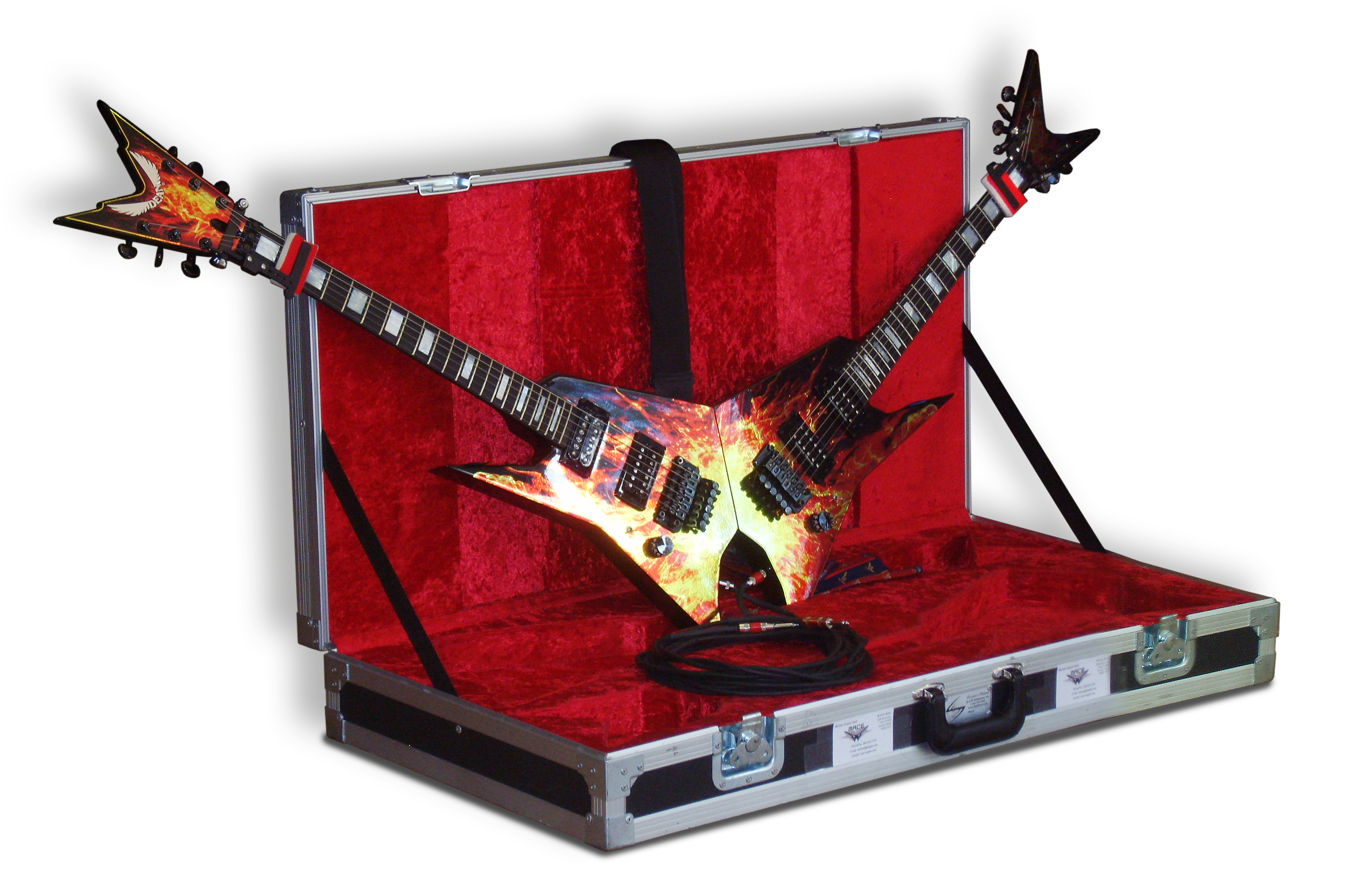
Die „Double Guitar“ von Michael Angelo Batio
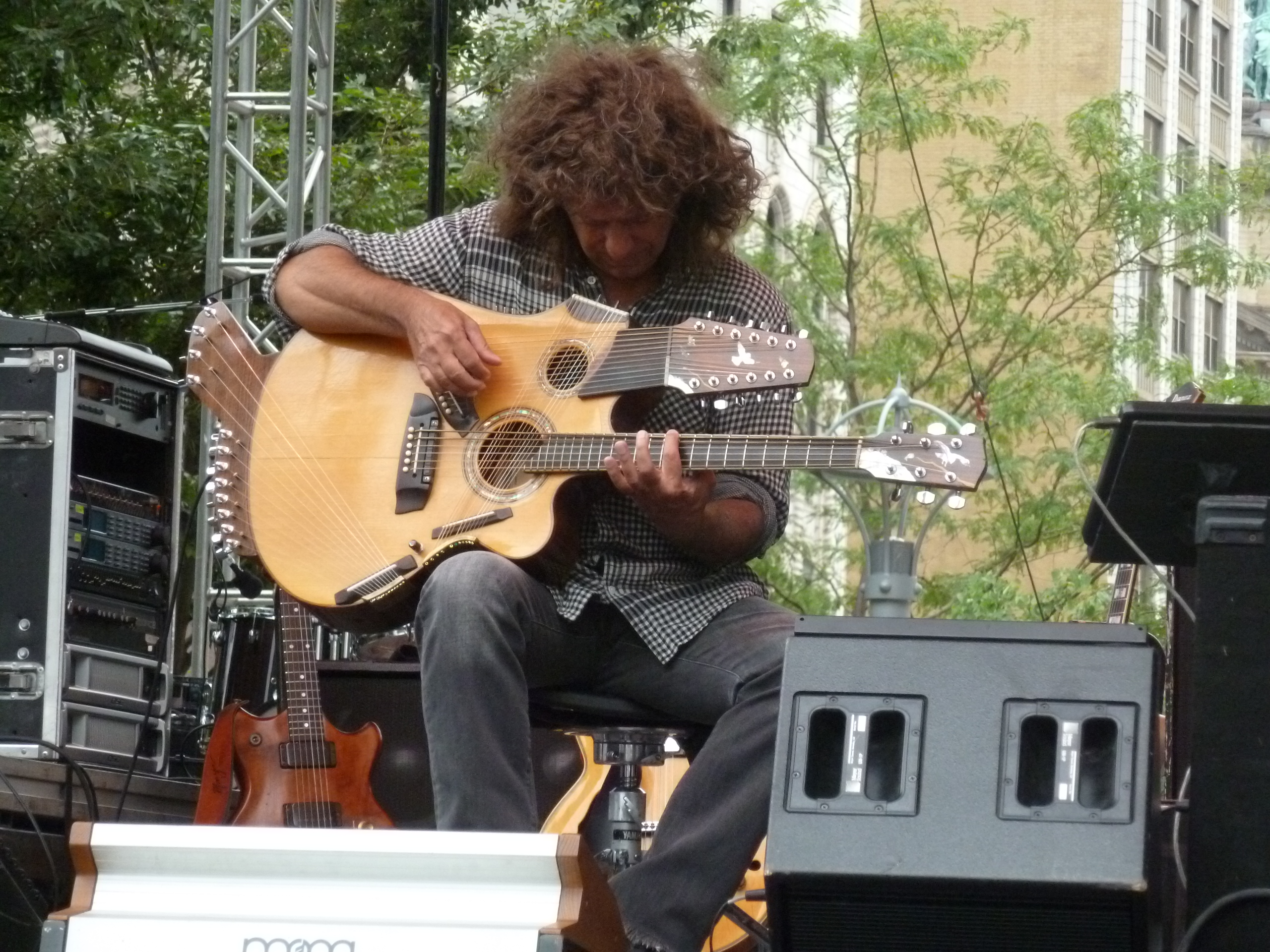
Pat Metheny spielt die 42-saitige Pikasso-Gitarre
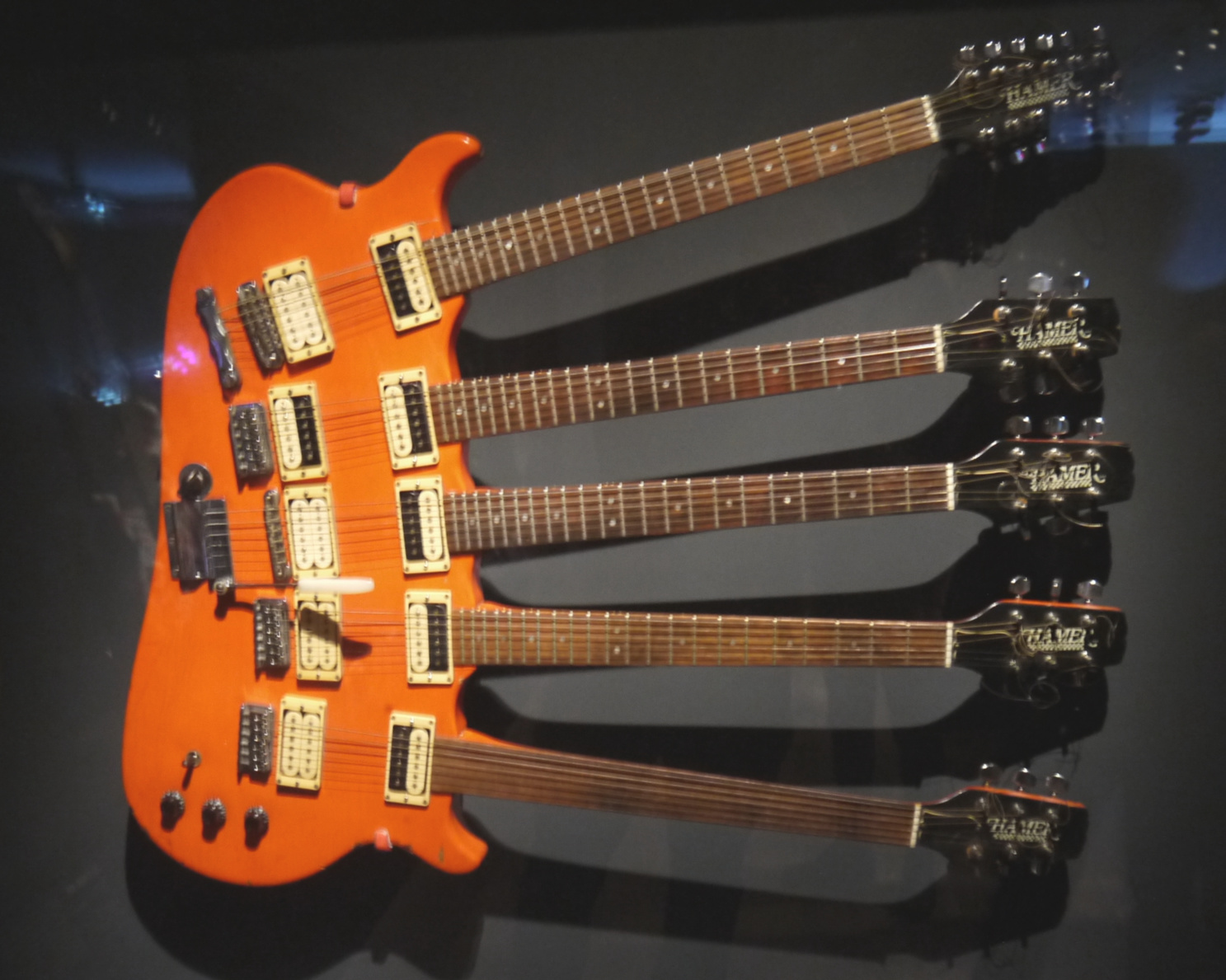
Die „Quint Neck Guitar“ von Rick Nielsen
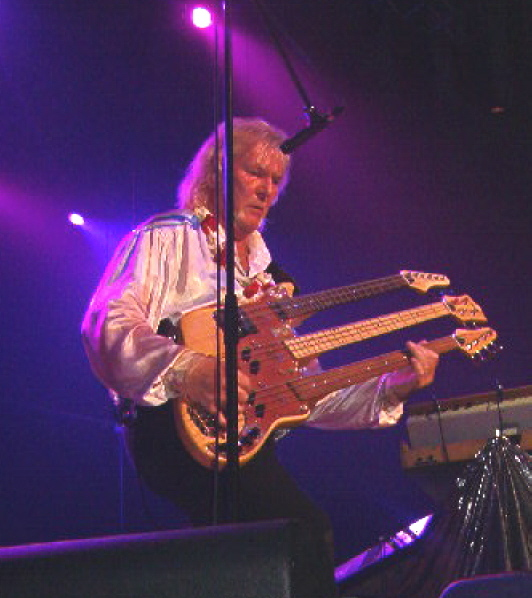
Chris Squire von Yes mit einem Triple-Neck-Bass

## Bekannte Nutzer
Bekannte Musiker, die eine Doppelhalsgitarre spielten, sind Jimmy Page, Don Felder und Stephen Stills; alle drei nutzten eine Gibson EDS-1275. Steve Vai verwendet öfters eine dreihalsige E-Gitarre (Kombination 12-string/6-string/6-string fretless), die der japanische Instrumentenhersteller Ibanez für ihn anfertigt. Chris Squire, Bassist der englischen Gruppe Yes, spielte einen dreihalsigen Bass der Marke Wal. Joe Perry von Aerosmith spielt Live manchmal eine Gretsch-Gitarre mit Doppelhals (Kombination 12-string/6-string).